# Клод-Ламораль I де Линь
Клод-Ламораль I де Линь (фр. Claude-Lamoral I de Ligne; 8 ноября 1618 — 21 декабря 1679, Мадрид) — 3-й принц де Линь, князь д’Амблиз и Священной Римской империи, гранд Испании 1-го класса, военачальник и государственный деятель Испанской империи.

## Биография
Сын Флорана де Линя, принца д’Амблиз, и Луизы Лотарингской, внук принца Ламораля I де Линя.
Маркиз де Рубе и де Виль, граф де Фокамберг и де Нежен, суверен Феньёля, барон де Вершен, Антуан, Сизуан, Белёй, Вилье и Жюмон, сеньор де Бодур, Монтрёй, Отранж, Померёй, Эллиньи, первый бер (барон) Фландрии, пэр, сенешаль и маршал Эно.
В 1640 году в качестве капитана шеволежеров под командованием своего дяди князя Иоганна VIII цу Нассау-Зигена, генерал-полковника кавалерии Нидерландов, отличился при обороне Арраса от французов. В ходе этой осады получил под начало пехотный полк.
В 1641 году наследовал своему бездетному брату Альберу-Анри, принцу де Линю.
В 1646 году стал капитаном прославленных валлонских ордонансовых жандармов. Узнав о том, что принц Оранский с 20-тыс армией идет осаждать Венло, Клод-Ламораль выступил против него с 5000 пехотинцев и заставил снять осаду.
В том же году был пожалован Филиппом IV в рыцари ордена Золотого руна.
В 1648 году сражался в битве при Лансе, где предпринял отчаянную попытку переломить ход сражения, бросившись на потерявшего строй противника, надеясь увлечь за собой испанские войска. Был окружен превосходящими силами французов, ранен и взят в плен, в котором оставался до уплаты выкупа в 80 000 ливров.
Участвовал в снятии первой осады Камбре и взятии Дюнкерка в 1652 году. Главнокомандующий армией эрцгерцога Леопольда, принц де Линь в том же году разгромил французов при Жодуане и взял в плен их генерала маркиза де Ванвре. В 1654 году участвовал в неудачной осаде Арраса.
В 1656 году отличился в сражении под стенами осажденного Валансьена. Со своими войсками принц первым прорвал линии французов, и взял в плен маршала Лаферте с высшими офицерами. Пленник был отправлен в замок Белёй в Эно.

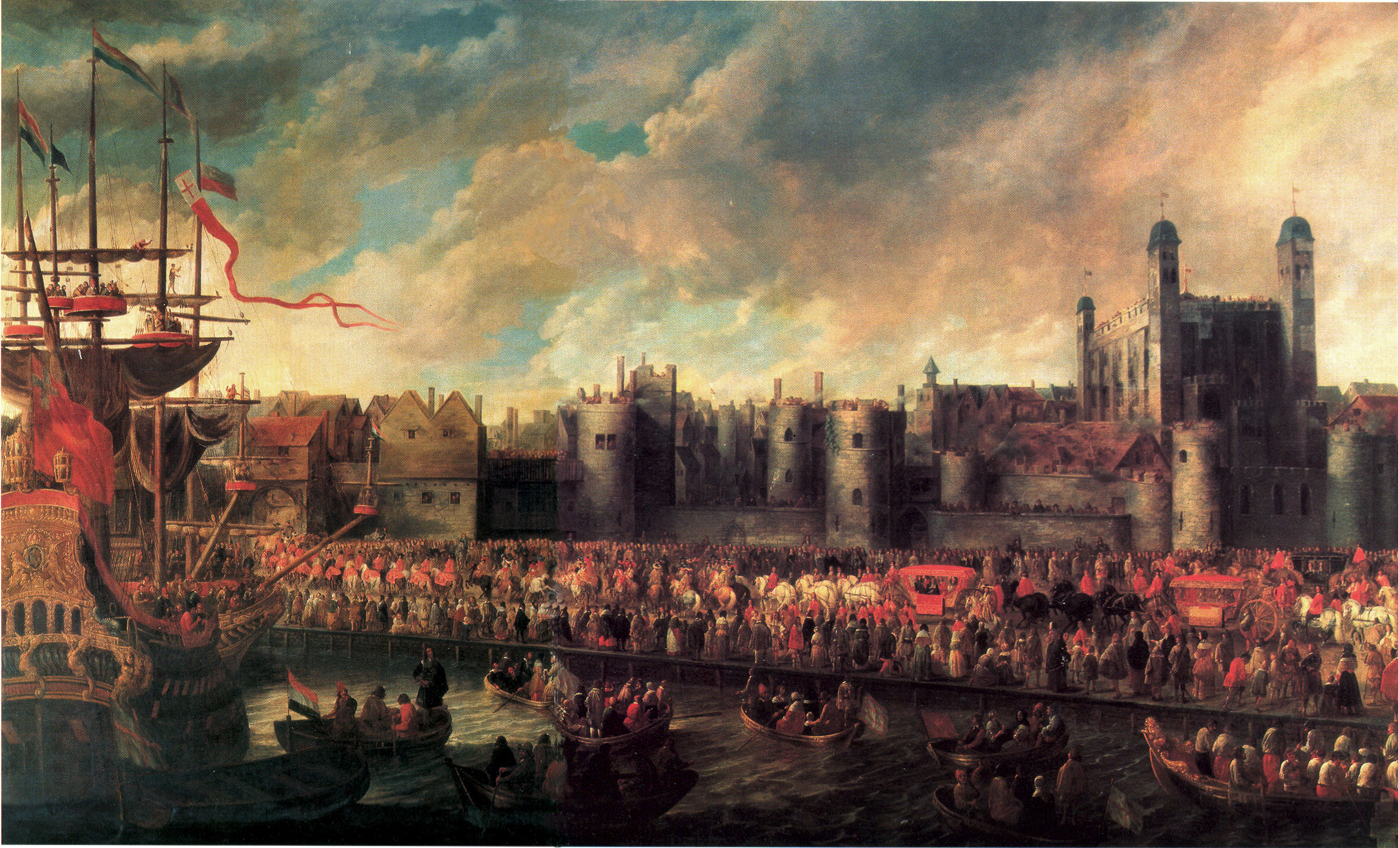
Франсуа Дюшатель. Прибытие Ламораля де Линя в Лондон в 1660 году

В 1660 году был произведен в чин генерал-кампмейстера кавалерии в Нидерландах и направлен в Англию с приветствиями Карлу II по случаю восстановления на престоле. Прибыл в Лондон с большой пышностью и имел несколько аудиенций у короля.
В ходе Деволюционной войны в 1667 году принц во главе отряда из 800 человек нанес поражение вражеской кавалерии, опустошавшей Валлонскую Фландрию, а затем был опасно ранен под Брюгге.
В 1670 году назначен вице-королем Сицилии, 16 августа 1674 переведен на должность губернатора Миланского герцогства. В 1678 году вызван в Мадрид, где стал членом высшего совета Кастилии. Умер в следующем году, возможно, от яда.
Анонимный автор описания Брюссельского двора, составленного около 1668 года под названием Discours contenant les portraits des personnes de qualité et déconsidération qui sont attachées au service de S. M. C. aux Pays-Bas, сообщает о князе следующее:

Принц де Линь — это человек, соединяющий французскую вежливость с испанской сдержанностью. В период своего возвышения он проявлял почтительность, даже унизительную, перед всеми персонами этой нации, и ему дали кавалерию, чего впоследствии не добивался ни один фламандец. Он всегда хорошо руководил, и создал себе репутацию во время войны, где попадал в неприятности только из-за непредвиденных случайностей. Он одновременно и роскошен и бережлив, имеет вполне ординарный ум, скорее хороший, чем блестящий. Его возвысили союзы с Лотарингцами и Нассау, и он проявляет некоторую холодность в своем мягком и скромном облике, и жертвует всем ради поддержания своей славы. И последнее, споры, которые у него были с маркизом де Карасена (тогдашним генерал-губернатором), с которым он открыто порвал… и распри с маркизом Кастель-Родриго, которые не были ничтожными, и давали от чего удивляться, при виде его манеры поведения, совершенно неизменной и взвешенной. У князя также были распри с герцогом д’Арсхотом, который перехватил у него губернаторство в Эно, и с графом Эгмонтом, у которого он оспаривал командование тяжелой кавалерией. По этому поводу даже был брошен вызов принцу со стороны графа, что наделало много шума и было улажено благодаря мудрости господина де Лувиньи.— Wauters A. Ligne (les de), coll. 137—138

## Семья

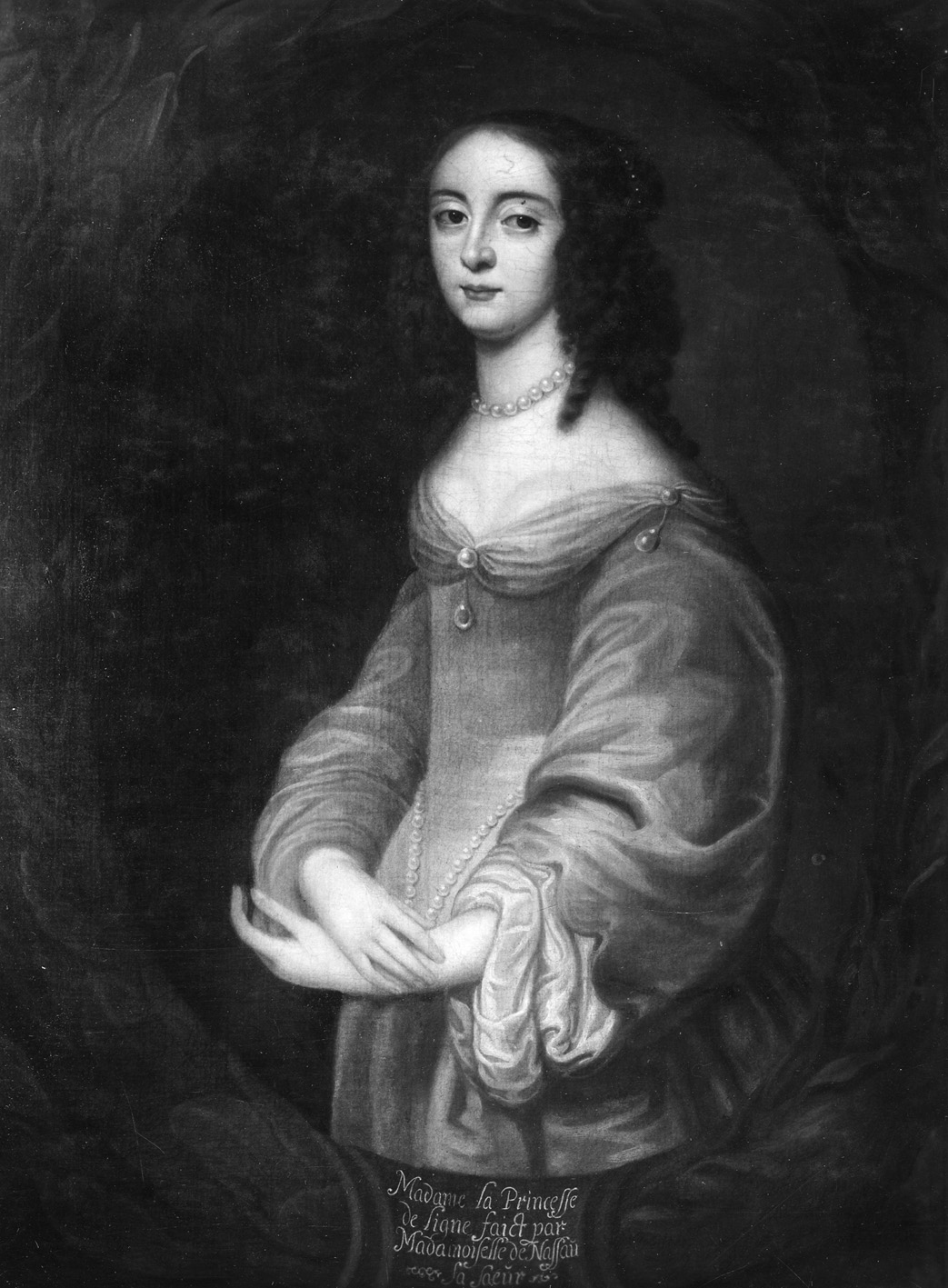
Мария Клара цу Нассау-Зиген

Жена (05.1643): графиня Мария Клара цу Нассау-Зиген (7.10.1621—2.09.1695), дочь князя Иоганна VIII цу Нассау-Зигена и Эрнестины-Иоланды де Линь, вдова его старшего брата. Так как невеста была его двоюродной сестрой, для заключения брака потребовалось специальное разрешение.
Дети:
- принц Анри-Луи-Эрнест де Линь (4.02.1644—8.02.1702). Жена 1) (12.01.1677): Хуана Моника де Арагон-и-Бенавидес (4.05.1663—18.01.1691), дочь Луиса Рамона Фольк де Кардона де Арагон-и-де Фернандес де Кордова, 6-го герцога де Сегорбе, и Марии Тересы де Бенавидес Давила-и-Корелья; 2) (1700): Клер де Хохт
- Клер Луиза де Линь (ум. 1684). Муж 1) (1.04.1664): Рамон де Ленкастре, 4-й герцог де Авейро (1620—1665); 2) (08.1666): Иньиго Мануэль Велес де Гевара, 10-й граф де Оньяте (1642—1699)
- Франсуа-Альбер (1648/1649—11.02.1650)
- Никола, ум. малолетним
- Клод-Ламораль-Альфонс де Линь (17.03.1650—23.01.1662), граф де Фокемберг
- Мария-Генриетта (1655—30.07.1675)
- Франсуаза-Ламберта (1656—10.06.1657)
- Иасент-Жозеф-Прокоп де Линь (24/25.12.1659—13.12.1703), маркиз де Муи. Жена (8.04.1682): графиня Анна Катерина де Брольи (1663—4.12.1701), дочь Карло ди Брольо, графа де Сантена, маркиза де Дорман, и Анн-Элизабет д’Омон
- Эрнестина-Франсуаза (11.1660—27.08.1662)
- Шарль-Жозеф-Прокоп де Линь (20.08.1661—23.04.1713), 2-й маркиз де Арроншиш. Жена (23.04.1684): маркиза Мария Анна Луиза Франсишка де Соуза-Арроншиш (25.04.1672—30.12.1743), дочь Дьогу VI Лопиш де Соуза-Товариш, 4-го графа де Миранда до Корво, и Маргариды де Вильены Машкареньяш